# Битка за Бугојно
Битка за Бугојно (бошњ. Bitka za Bugojno, хрв. Bitka za Bugojno) водила се између снага Армије Републике Босне и Херцеговине (АРБиХ) и ХВО за контролу над градом и општином Бугојно у централној Босни, од 18. до 28. јула 1993. године. Подручје Бугојна било је под заједничком контролом 307. бригаде АРБиХ и ХВО бригаде Еуген Кватерник од почетка рата у Босни и Херцеговини. Насилни инциденти у Бугојну су уследили након ескалације бошњачко-хрватског рата у суседним општинама током прве половине 1993. године. Бугојно је било поштеђено борби и две локалне бригаде су формално још увек биле савезници до јуна 1993. године, у време офанзиве АРБиХ у централној Босни.
Борбе су избиле у граду 18. јула. Снаге ХВО-а, бројчано надјачане три према један, биле су раздвојене и опкољене на неколико локација. Већина је поражена унутар недељу дана интензивних уличних борби. Последње јединице ХВО-а у граду су се предале 25. јула, док су борбе у остатку општине трајале још четири дана. АРБиХ је преузела контролу над целом општином. Њени губици износили су 92 погинула и 211 рањених, док је ХВО имао 107 погинулих, 130 рањених и 470 заробљених. Бригада Еуген Кватерник је практично уништена у бици. Процењује се да је око 15.000 Хрвата избегло. Неколико стотина ХВО заробљеника и цивила затворено је у разним логорима у граду, укључујући стадион Искра. Последњи затвореници су пуштени у марту 1994. године.
Суд Босне и Херцеговине је осудио четири званичника АРБиХ и једног званичника ХВО-а за ратне злочине почињене током и након битке. Суд је оптужио власти АРБиХ у Бугојну за учешће у заједничком злочиначком подухвату против хрватских затвореника, али је та квалификација укинута на жалбу.

## Позадина
На почетку рата у Босни и Херцеговини, подручје Бугојно, града и општине у централној Босни смештене на реци Врбас, било је под заједничком контролом ХВО, главне хрватске војске, и АРБиХ, главне бошњачке војске. Две војске су сарађивале против ВРС. Бугојно се налазило на раскршћу два важна пута који су повезивали централни део земље са регионом Херцеговина и водили даље ка Хрватској. Фабрика оружја у граду производила је мине и ручне бомбе.
Пре рата, општина Бугојно имала је 46.889 становника, од којих су 42% били Бошњаци, 34% Хрвати, и 18% Срби. Град Бугојно је имао 22.641 становника, са процентима Бошњака, Хрвата и Срба од по 30%. На општинским изборима 1990., општина је изабрала 21 делегата ХДЗ БиХ, 20 делегата СДА и 9 делегата СДС. Изабрани градоначелник био је Хрват из ХДЗ БиХ.„The Western Gate of Central Bosnia: the Politics of Return in Bugojno and Prozor-Rama”. International Crisis Group. 31. 7. 1998. Приступљено 24. 2. 2019. Етнички баланс у општини значајно се променио 1992. године. Већина Срба је побегла на почетку рата у Босни, док је велики број бошњачких и хрватских избеглица дошао из других делова земље.
ХВО и бошњачке Територијалне одбране, које су касније трансформисане у АРБиХ, успоставили су систем одбране у Бугојну рано у рату. Бугојно је било у оквиру зоне одговорности ЈНА 19. партизанске бригаде 30. партизанске дивизије. Неколико напада ЈНА, која је касније постала ВРС, одбили су ХВО и АРБиХ током 1992. године. ВРС је држала суседне општине Донији Вакуф и Купрес, које је ЈНА заузела у априлу.
У октобру 1992. године, низ инцидената довео је до отворених сукоба између ХВО-а и АРБиХ у Новом Травнику, источно од Бугојна. Локални ХВО у Бугојну је постигао договор са локалном АРБиХ да не шаљу своје снаге ван општине. Пут ка Новом Травнику је био блокиран. Дана 26. октобра, у Бугојну је потписано примирје између представника ХВО-а и АРБиХ. Сукоби у октобру се генерално сматрају почетком хрватско-бошњачког рата.
Упркос избијању непријатељстава, сукоб је остао локализован и генерални војни савез је и даље био на снази. Односи између Хрвата и Бошњака у Бугојну били су релативно добри до јануара 1993. године, када су се ХВО и АРБиХ сукобили у Горњем Вакуфу, југоисточно од Бугојна. Локални команданти су покушавали да сачувају савез дозвољавајући слободно кретање јединица једних и других, али су се односи наставили погоршавати.

## Супротстављене снаге
Бугојно је било у оквиру зоне одговорности ХВО Оперативне зоне Северозападна Херцеговина. ХВО бригада Еуген Кватерник, основана у мају 1992. године, била је стационирана у Бугојну и организована у три батаљона, а војна полицијска чета и мала мешовита артиљеријска батерија. Бригада је била под командом Ивице Лучића и имала је процењену снагу од 1.000 до 1.500 војника. Пре сукоба са АРБиХ, бригада је укључивала око 200 Бошњака у својим редовима.
АРБиХ је општину Бугојно доделио 3. корпусу. У марту 1993. командант 3. корпуса Енвер Хаџихасановић реорганизовао је његове бригаде у четири Оперативне групе (ОГ), укључујући ОГ Запад са седиштем у Бугојну. ОГ Запад је био под командом Селмо Цикотић. Његова 307. брдска бригада, организована у 4 батаљона, била је стационирана у Бугојну, под командом Тахира Гранића. Потпуно мобилисана, бригада је могла располагати са око 3.000-3.500 војника са неколико десетина минобацача. Сенад Даутовић је био начелник Уједињене команде АРБиХ у Бугојну.

## Увод
Рат између Хрвата и Бошњака беснео је у централној Босни у априлу, а у Херцеговини у мају 1993. године. У јуну 1993. године, АРБиХ је покренула офанзиву против ХВО у централној Босни, поразивши ХВО у Травнику и већем делу општине Нови Травник, североисточно од Бугојна. 307. Бугојанска брдска бригада пружала је помоћ другим јединицама АРБиХ током борби у Новом Травнику.
Циљ АРБиХ био је да обезбеди пут који је повезивао ВРС-ом контролисане Јајце и Доњи Вакуф, спорна Бугојно и Горњи Вакуф, ХВО-ом контролисани Прозор, АРБиХ-ом контролисану Јабланицу, а затим се настављао ка Мостару. Контрола фабрике оружја Славко Родић у Бугојну, која је раније оштећена у рату али и даље функционална, такође је имала стратешки значај.
До јуна 1993. године, АРБиХ и ХВО су заједнички контролисали контролне пунктове у и око Бугојна. Јединице су се раздвојиле у јулу. До тада је низ насилних инцидената од стране екстремиста с обе стране појачао етничке тензије. Етничке напетости су кулминирале у два догађаја: паљењу бошњачког села Врбања, што је резултирало бројним жртвама, и убиству двојице хрватских полицајаца који су били чланови заједничке патроле.

## Битка
Битка је почела ујутру 18. јула нападом 307. бригаде АРБиХ на ХВО Еуген Кватерник бригаду. Пошто је велики број војника ХВО-а био на одсуству или распоређен ван Бугојна, стварна борбена снага ХВО-а процењена је на не више од 200–400 војника у граду. Након неколико дана жестоких уличних борби, АРБиХ је ставила под контролу већину кључних објеката у граду, укључујући касарну бригаде ХВО Еуген Кватерник. Снаге ХВО-а су биле подељене на три локације. Трећи батаљон ХВО-а био је опкољен у градској основној школи. Предао се 23. јула, након чега су уследили први и други батаљон. Војна полицијска чета ХВО-а, опкољена у хотелу Калин, представљала је последње велико жариште отпора до њене предаје 25. јула. Борбе су се наставиле југоисточно од града и трајале до 29. јула.

## Последице
АРБиХ је имала 92 погинула и 211 рањених. ХВО је имао 107 погинулих и 130 рањених. Према извештају ОГ Запад из септембра 1993. године, 470 "припадника ХВО-а" је заробљено током борби. У извештају се наводи да је 383 имало статус ратних заробљеника, док је 66 пуштено. Осталих 87 заробљеника, који нису били наведени као ратни заробљеници, сматрани су нередовним борцима од стране АРБиХ. Око 15.000 Хрвата је избегло из општине.
Остаци Еуген Кватерник бригаде су реорганизовани у један батаљон и касније комбиновани са бригадама ХВО-а из Купреса и Јајца у 55. домобрански пук. Од јула 1993. године, Оперативна зона Централна Босна ХВО-а била је потпуно одсечена од ХВО-а у Херцеговини и није могла добијати значајније количине војних залиха.
Након заузимања Бугојна, АРБиХ је наставила офанзиву према Горњем Вакуфу 1. августа, око 20 километара југоисточно, и заузела већину дела општине под контролом ХВО-а. ХВО је извршио противнапад са ограниченим успехом. Линија раздвајања се убрзо стабилизовала, пролазећи кроз град Горњи Вакуф.

### Ратни злочини и процесуирање
Током 1993. и 1994. године, Ратно председништво Бугојна, Републике Босне и Херцеговине, основало је логор за заробљене непријатељске борце на фудбалском стадиону "Луке", где је било затворено 294 ратна заробљеника ХВО-а током осам месеци. Заробљеници су били психички и физички злостављани.
Хиљаде хрватских цивила такође су протеране из Бугојна 1993. и 1994. године од стране Армије Републике Босне и Херцеговине.Evangelista, Matthew; Tannenwald, Nina (2017). Do the Geneva Conventions Matter?. Oxford University Press. стр. 222. ISBN 978-0-19937-979-8.
Бошњачки цивили из насеља Врбања и других делова општине били су затворени у мотелу "Акваријум" у Бугојну током битке у јулу 1993. године. Хапшења су спровели припадници Посебне јединице ХВО-а Гарави. Затвореници су били злостављани и пребијани, док је један затвореник убијен. Неколико стотина војника ХВО-а и хрватских цивила, заробљених током битке, било је затворено од стране АРБиХ у различитим затворским објектима у Бугојну, где су били подвргнути физичком злостављању. Најдужи отворени затворски објекат био је стадион Искра, који је претворен у логор у августу 1993. године. Око 300 хрватских затвореника било је тамо затворено осам месеци. Затвореници су коришћени за принудни рад и као живи штитови. Логор је радио до 19. марта 1994. године, када је у њему било 292 затвореника. Најмање 24 затвореника у логорима у Бугојну је убијено.
Хрватски извори наводе да је до 200 Хрвата убијено од стране бошњачких снага у ратним злочинима током и након битке за Бугојно, од чега је између 70 и 85 били цивилне жртве.„Bugojanski Hrvati uskoro obilježavaju 31. obljetnicu zločina i progona od strane Armije RBiH”. Приступљено 9. 9. 2024.„Optužnica protiv Mlaće i Cikotića zbog pokolja Hrvata u Bugojnu i ubojstva dopisnika ‘Slobodne‘ Frane Jezidžića”. Приступљено 9. 9. 2024.
Након рата, СФОР је 1997. године проценио да је етнички састав општине био 38.000 (94%) Бошњака, 2.000 (5%) Хрвата и 400 (1%) Срба.
Суд Босне и Херцеговине и Међународни кривични трибунал за бившу Југославију (МКТЈ) подигли су више оптужница за ратне злочине почињене током и након битке. У процесу против Амира Кубуре и Енвера Хаџихасановића, бившег команданта 3. корпуса АРБиХ, МКТЈ је 2006. године осудио Хаџихасановића у првостепеној пресуди, између осталог, за пропуст да предузме адекватне мере за спречавање злочина над затвореницима у Бугојну. Жалбено веће је поништило део закључака Првостепеног већа, укључујући оне који се односе на Бугојно, и смањило му казну на три и по године у априлу 2008. године.„Hadžihasanović & Kubura Appeals Only Partially Granted”. International Criminal Tribunal for the former Yugoslavia. 22. 4. 2008. Приступљено 24. 2. 2019.